# Vép
Vép – miasto na Węgrzech, w Komitacie Vas, w powiecie Szombathely.